# حفر الباطن
حفر الباطن (الحفر اختصارًا) هي مدينة سعودية والعاصمة الإدارية لمحافظة حفر الباطن، إحدى محافظات المنطقة الشرقية في شمال شرق السعودية.

## التاريخ
كانت حفر الباطن في القرن الهجري الأول مجرد طريق في صحراء بني العنبر من تميم يضطر الحجّاج لاجتيازه بين العراق والجزيرة العربية. تعددت الشكاوى من ندرة الماء في هذه المفازة وبلغ الأمر إلى الصحابي أبو موسى الأشعري والي البصرة الذي تولى إمارتها في عهد الخليفة عمر بن الخطاب فتجرد لمعالجة المشكلة.
قال ياقوت الحموي في معجم البلدان: «ولما أراد أبو موسى الأشعري في حفر ركايا الحفر قال: دلّوني على موضع بئر يقطع بها هذه الفلاة قالوا: هوبجة تنبت الارطى بين فلج وفليج. فحفر الحفر وهو حفر أبو موسى، بينه وبين البصرة خمس ليال، وجاء في وصف الآبار (...وهي ركايا مستوية، بعيدة الأرشية، يسقى منها بالسانية، وماؤها عذب». فجاء هذا الماء العذب في منتصف المسافة بين البصرة والنباج -الأسياح حالياً- على طريق الحج كما أحب أبو موسى، ومن الواضح إن الاختيار وقع على منطقة تدل الشواهد على غناها بالمياه الجوفية آنذاك.
وفي أعمق نقطة من شعب الوادي تم حفر الآبار المطلوبة وكان عدد الآبار في البداية خمسة آبار في عام 17 هـ أو بعده بقليل حتى وصلت الآبار إلى سبعين بئراً وزيادة، وهو عدد هائل في مساحة محدودة من هذه النقطة، مما جعل آبار الحفر من أشهر مياه العرب. وقد ورد في المعجم الجغرافي عام 1320 هـ، أي قبل حوالي مئة عام، وصف نادر ودقيق لآبار الحفر نقلاً عن كتاب دليل الخليج ان عدد آبار الحفر قد تقلص من سبعين إلى أربعين وهي كما يلي:
عدد آبار الحفر أربعين منها إحدى عشره ماؤها صالح، وهي تقع في سهل واسع يبلغ قطر دائرته ثلاثة أميال والمسافة بين تلك الآبار تتراوح بين ربع ميل إلى 100 ياردة وعمق الماء به نحو 30 قدماً وهي مياه فاترة ويتصاعد البخار من أفواه الآبار عند الصباح ويستخرج ماؤها بالسواني لبعد قعرها. وكانت أبار حفر الباطن ملكا للعديد من قبائل العرب، وفي القرن العشرين كانت أبار حفر الباطن تقع ضمن صحراء الصمان والتي تشكل مراعي بدو مطير فيما تعود «ملكية» آبار الحفر لقسم واصل الذين ينتمون إلى قسم بريه من قبيلة مطير وبعد معاهدة المحمرة التي تلتها معاهدة العقير عند ترسيم حدود السعودية مع الكويت والعراق سمح الملك عبد العزيز لبعض القبائل التابعة للعراق بالتجول في المنطقة المحايدة لحدود العراق شمال حفر الباطن مثل قبيلة الظفير فأنشأت هجرة واحدة هجرة الصفيري شمال الباطن وهي تعتبر أقرب هجرة لمدينة حفر الباطن. وفي مصدر حديث في عام 1972  قال الدكتور صادق حسن السوداني العراقي  في رسالتة للماجستير  ان الملك فيصل الأول ملك العراق ذكر ان آبار حفر الباطن قام بتجديدها  قبائل الظفير وتحديداً اجداد الشيخ لزام أبا ذراع وان الحفر مرتع لأبل قبيلة الظفير. بينما يذكر شيخ قبيلة الظفير ابن سويط  ان ملكية ابآر حفر الباطن تعود لفرع بريه من قبيلة مطير  

## المناخ
مناخ حفر الباطن متقلّب عمومًا.
صيفها: حار وجاف، إذ تتراوح درجة الحرارة بين 35-55 درجة مئوية، فتكون الأجواء سيئة فتجتاحها العواصف العجاج والزعابيب الرملية الشديدة.
شتاؤها: بارد وقارس البرودة.
أمّا خلال الربيع وفي حال هطول المطر، تتميز حفر الباطن بمناخ معتدل وطقس جميل. ليكون مناخها الأفضل في منطقة الخليج في تلك الفترة من السنة، لذلك أطلق عليها منذ أمد بعيد تسمية عاصمة الربيع.

## السكان
بلغ عدد سكان مدينة حفر الباطن (409,549) نسمة حسب إحصائيات تعداد السعودية 2022، وعدد غير السعوديين (142,685) نسمة، والسعوديين (266,864) نسمة.

## أحياء حفر الباطن
- أبو موسى الأشعري
- الصناعية
- الربيع
- الفيحاء
- الباطن
- فليج
- الروضة
- البلدية
- العزيزية
- المصيف
- المروج
- الصفاء
- المحمدية
- الحزام الذهبي
- الواحة
- الخالدية
- الفيصلية
- الربوة
- السليمانية
- النزهة
- التلال
- النهضة
- الرابية
- النايفية
- الرائد
- النخيل
- الوادي
- الريان
- الإسكان
- المنار
- قرطبة
- الورود
- اليرموك
- غرناطة
- الجامعة
- الشفاء

## النشاط الاقتصادي
يوجد في حفر الباطن حركة اقتصادية كبيرة بكافة المجالات. حيث توجد جميع المطاعم العالمية وتتوفر العديد من المجمعات التجارية ومراكز التسوق والفنادق كما يوجد عدد من المصانع في مجال البلاط المتداخل (الانترلوك) والبلاستيك والكرتون والمواد الكيماوية في المنطقة الصناعية التي تم الانتهاء منها. كما يجري الآن العمل على إنشاء مدينة صناعية جديدة تحت اشراف هيئة المدن الصناعية. يشهد حفر الباطن في بداية عام 2014 إنشاء العديد من المجمّعات التجارية الضخمة التي تقع على بوابة حفر الباطن من جهة الرياض على طريق الملك عبد العزيز ومن أبرزها: العثيم مول والحفر مول وتعد الاضخم على مستوى المحافظة.

### المجمعات التجارية
- مجمع العقارية
- مجمع الوطنية سنتر
- مجمع سارة مول
- مجمع ساره القديمة
- مجمع الغيث والخربوش
- مجمع الراجحي مول
- مجمع مكان مول
- أسواق هايبر بنده
- اسواق بنده
- أسواق المزرعة
- أسواق العثيم
- أسواق العقيل
- أسواق العزيزية
- أسواق التميمي
- سيتي ماكس
- سمينا بنفسك
- سنتر بوينت
- سبلاش
- تونتي فور
- الحسون سنتر
- رد تاغ
- صرح المسلم
- الفانوس سنتر
- الشعلة
- الأمير
- الأندلس
- طه العيسائي
- كشته للرحلات
- رامز
- العثيم مول

### الفنادق
- فندق الهوليداي ان
- رمادا
- بودل للأجنحة الفندقية
- فندق دولف
- فندق الشمال
- فندق الفاو
- فندق الربيع
- فندق المنصور جراند
- فندق نيلوفر للأجنحة الفندقية
- سنام للأجنحه الفندقيه
- الفرحان للأجنحة الفندقية
- فندق بنوراما
- فندق البعيجان
- فندق قصر التوت
- فندق لي بارك كونكورد
- فندق العنود

### أماكن ترفيهيّة
- مدينة بودل لاند
- حديقة أبو موسى الاشعري
- حديقة طريق الشمال
- حديقة طريق الرياض

### الصيدليات
- صيدلية حياتنا
- صيدلية الدواء
- صيدلية النهدي
- صيدلية الحجيلان
- صيدلية الرحيلي
- صيدلية المنار
- صيدلية سهم الإنجاز

### المطاعم
- فرايديز
- ماكدونالدز
- هرفي
- كوينزصب واي
- كنتاكي
- كودو
- كانتون
- هارديز
- بيتزاهت
- دومينزبيتزا
- برجركنج
- مايسترو بيتزا
- مطاعم هيل وبهار الكويتية
- مطعم المطبخ العربي

## التعليم

### المدارس
بدأ التعليم النظامي بحفر الباطن أواخر أيام المؤسس الملك عبد العزيز وقد افتتحت أول مدرسة عام 1368 هجرية واسمها طلحة بن عبيد الله. ويوجد بها حالياً العديد من المدارس بكافة مراحلها.

### الكليات والمعاهد
- جامعة حفر الباطن صدور قرار خادم الحرمين الشريفين الملك عبد الله بن عبد العزيز بإنشاء جامعة حفر الباطن 1435هـ
- كليات الخليج الأهلية
- الكلية التقنية
- المعهد المهني الصناعي
- المعهد العلمي (وهو واحد من المؤسسات التعليمية المهمة التي تخدم التعليم وقد تم افتتاحه عام 1385هـ)
- معهد الإمام الطبري لعلوم القرآن

## الرعاية الصحية
تتوفر الخدمات الصحية بحفر الباطن من خلال المستشفيات والمراكز الحكومية والخاصة ومنها:
- مستشفى الملك خالد العام
- مستشفى الصحة النفسية
- مستشفى النقاهة
- مستشفي القوات المسلحة (مدينة خالد العسكرية 60 كم)
- مستشفى حفر الباطن المركزي (تم تشغيله في 2013/05/16)
- مستشفى النساء والولادة (تم تشغيله عام 2013)
- مستشفى نور خان (اهلي)
- مستشفى المعالي
- مستوصف مروم الخاص
- عيادات المنار الجديد
- مستوصف الفياض
- مستوصف نورخان
- مستوصف طب الاسرة
- مستوصف سعد الرشيدي (اهلي)
- مستوصف الحجيلان (اهلي)
- مستوصف السلمان (اهلي)
- مستوصف الجزيرة (اهلي)
- مستوصف حي الربوة
- مستوصف الأمير سلطان الكبير
- مستوصف السليمانية
- مسوصف حي الخالدية
- مستوصف حي أبو موسى الآشعري
- مستوصف حي المحمدية
- مستوصف حي الفيصلية
- مستوصف حي العزيزة آ
- مستوصف حي العزيزية ب
- مستوصف الروضة
- مستوصف النايفية
- مركز الأمير سلطان لغسيل الكلى
- مجمع عيادات المنار الطبية
- مجمع برايت الطبي